# Ranjenik
Ranjenik (slanica,  ranovka, lat. Anthyllis), biljni rod iz porodice mahunarki. Dvadesetak vrsta raste po cijeloj Europi i sjevernoj Africi. U Hrvatskoj raste također nekoliko vrsta, to su: zlatnožuti ranjenik ili kovilj žuti (A. aurea), jupiterova brada (A. barba-jovis), ranovka sitnolistna ili gorski ranjenik (A. montana), pravi ranjenik (A. vulneraria) i A. hermanniae.
Kod gorskog ranjenika postoje i tri podvrste, a u Hrvatskoj rastu žakenov ranjenik i ranovka škurorujna, te nekoliko podvrsta pravog ranjenika, planinski ranjenik, mnogolisni ranjenik, ilirski ranjenik, Veldenov ranjenik i još neki
Posljednja vrsta ovog roda, Anthyllis dalmatica, otkrivena je 2021. na planini Mosor (Gornje Sitno, Split), na 1279 m. visine. Opisali su je 2023. Fabio Conti i Adriano Stinca.

## Vrste
1. Anthyllis apennina F.Conti & Bartolucci
2. Anthyllis aurea Welden ex Host
3. Anthyllis barba-jovis L.
4. Anthyllis cytisoides L.
5. Anthyllis dalmatica F.Conti & Stinca
6. Anthyllis hermanniae L.
7. Anthyllis hystrix (Willk. ex Barceló) Cardona, J.Cont. & E.Sierra
8. Anthyllis lagascana Benedí
9. Anthyllis lemanniana Lowe
10. Anthyllis montana L.
11. Anthyllis onobrychioides Cav.
12. Anthyllis polycephala Desf.
13. Anthyllis ramburei Boiss.
14. Anthyllis rupestris Coss.
15. Anthyllis splendens Willd.
16. Anthyllis subsimplex Pomel
17. Anthyllis tejedensis Boiss.
18. Anthyllis terniflora (Lag.) Pau
19. Anthyllis vulneraria L.
20. Anthyllis warnieri Emb.
21. Anthyllis ×baltica Juz. ex Kloczkova
22. Anthyllis ×currasii P.P.Ferrer, R.Roselló & Guara
23. Anthyllis ×fortuita Guara & P.P.Ferrer
24. Anthyllis ×gamisansii Delage, Verlaque, Baumel, C.Piazza & Médail
25. Anthyllis ×polyphylloides Juz.